# لو يوان بوولنجر
لو يوان بوولنجر (بالفرنسية: Yoann Le Boulanger)‏ ولد بتاريخ 4 نوفمبر 1975 في غانغان، فرنسا، هو دراج فرنسي سابق في صنف سباق الدراجات على الطريق.

## وصلات خارجية
- الموقع الرسمي

## روابط خارجية
- لو يوان بوولنجر على موقع الاتحاد الدولي للدراجات (الإنجليزية)
- لو يوان بوولنجر على موقع أرشيف الدراجات (الإنجليزية)
- لو يوان بوولنجر على موقع إحصائيات الدراجات الإحترافية (الإنجليزية)
- لو يوان بوولنجر على موقع نسبة الدراجات (الإنجليزية)